# عدنان رشید
عدنان رشید یک جنگجوی پاکستانی و فرمانده تحریک طالبان پاکستان و همچنین افسر سابق نیروی هوایی پاکستان است. او رئیس گروه انصار الاسیر (از واحدهای تحریک طالبان پاکستان) است. این گروه وظیفه آزادی زندانیان ستیزه‌جو را بر عهده دارد.

## زندگی شخصی
رشید از قومیت پشتون است. او اهل منطقه چوتا لاهور است که در ناحیه سوآبی قرار دارد. وی در سال ۱۹۹۷ به عنوان یک تکنسین جوان به نیروی هوایی پاکستان پیوست، اما بعدها به دلیل فعالیت‌های مشکوک از ارتش اخراج شد.

## فعالیت‌های نظامی
رشید به دلیل مشارکت در حمله به ژنرال پرویز مشرف رئیس‌جمهور وقت پاکستان در دسامبر ۲۰۰۳ به اعدام محکوم شد. با این حال، او به همراه ۴۰۰ زندانی دیگر و هنگام حمله نظامیان طالبان به زندان بنو در سال ۲۰۱۲ از زندان آزاد شد.
او مغز متفکر حمله ۳۰ ژوئیه ۲۰۱۳ به زندان دیره اسماعیل خان بود، در این حمله ۱۷۵ زندانی از جمله ۳۵ تن از ستیزه‌جویان برجسته از زندان آزاد شدند.
رشید با ارسال نامه ای به ملاله یوسف‌زی که از ترور طالبان پاکستان جان سالم به در برده بود نوشت که آرزو کرده که ای کاش هرگز چنین اتفاقی رخ نمی‌داد، اما به او گفت به دلیل این که علیه طالبان صحبت می‌کرده مورد حمله قرار گرفته‌است.
بنابر گزارش‌ها در ۱۱ ژوئیه ۲۰۱۴، عدنان رشید به همراه سه ستیزه‌جوی دیگر توسط نیروهای امنیتی پاکستان در منزل مسکونی اش در نزدیکی شهر وانا واقع در وزیرستان جنوبی دستگیر شد. گفته می‌شود که وی پس از مجروح شدن در عملیات ضرب عضب در وزیرستان شمالی به این منطقه فرار کرده‌است. تحریک طالبان پاکستان در بیانیه ای در ۱۶ ژوئیه خبر دستگیری وی را تأیید کرد. با این حال، در ژوئیه ۲۰۱۴، رویترز گزارش داد که مقامات امنیتی پاکستان و فرماندهان طالبان پاکستان منکر دستگیری وی شده‌اند. یک منبع نظامی گزارش‌های اولیه دربارهٔ این دستگیری را «ضد و نقیض» توصیف کرد، در حالی که دو تن از همراهان رشید گفتند که اخبار جعلی دستگیری رشید به این دلیل منتشر شده‌است تا وی را مجبور به واکنش کنند تا نیروهای امنیتی بدین وسیله بتوانند محل اختفای او را پیدا کنند.